# .356 TSW
Набій .356 TSW (356 Team Smith & Wesson) — є пістолетним набоєм центрального запалення, який розробила компанія Smith & Wesson в середині 1990-х. 

## Конструкція
Набій .356 TSW схожий за розмірами на набої 9x19 мм Парабелум або 9x21 мм. Його розробили для стрілецьких змагань МКПС, але правила щодо його використання змінили, що швидко зробило набій застарілим..